# Phragmatobia lugubris
Phragmatobia lugubris là một loài bướm đêm thuộc phân họ Arctiinae, họ Erebidae.